# Saint-Andéol-le-Château
Saint-Andéol-le-Château är en kommun i departementet Rhône i regionen Auvergne-Rhône-Alpes i östra Frankrike. Kommunen ligger i kantonen Givors som tillhör arrondissementet Lyon. År 2018 hade Saint-Andéol-le-Château 1 885 invånare.

## Befolkningsutveckling
Antalet invånare i kommunen Saint-Andéol-le-Château
| Referens: INSEE |